# Puu
Puu, parfois nommé Puu (பூ), est un webcomic hebdomadaire paru entre 2016 et 2019, qui raconte une histoire d'amour entre Saboor et Jameel, deux hommes tamouls musulmans.

## Intrigue et personnages
Dans la ville de Chennai, Jameel Mansour, un danseur trans sunni de bharata natyam, devient le colocataire de Saboor Halwani et découvre que celui-ci aime beaucoup les fleurs (puu en tamoul). On apprend que Saboor souffre de dépression, et qu'il a fui un mariage arrangé par sa famille brahmane iyengar (en) puis s'est converti à l'islam soufi. Saboor et Jameel tombent amoureux petit à petit.
Deux personnages secondaires forment au autre couple. Noor, la sœur de Jameel, est une avocate intersexe lesbienne qui se bat pour les droits LGBT. Son amante Alamelu est mariée à un homme avec lequel elle a une relation platonique et qui soutient sa sexualité.
Enfin, un autre personnage important est Mukhil, une femme politique trans dalit.

## Structure
La BD est constituée de 92 chapitres de 4 pages. Elle est originellement publiée sur un blog Tumblr, puis sur Tapas, à raison d'un chapitre par semaine.

## Inspirations

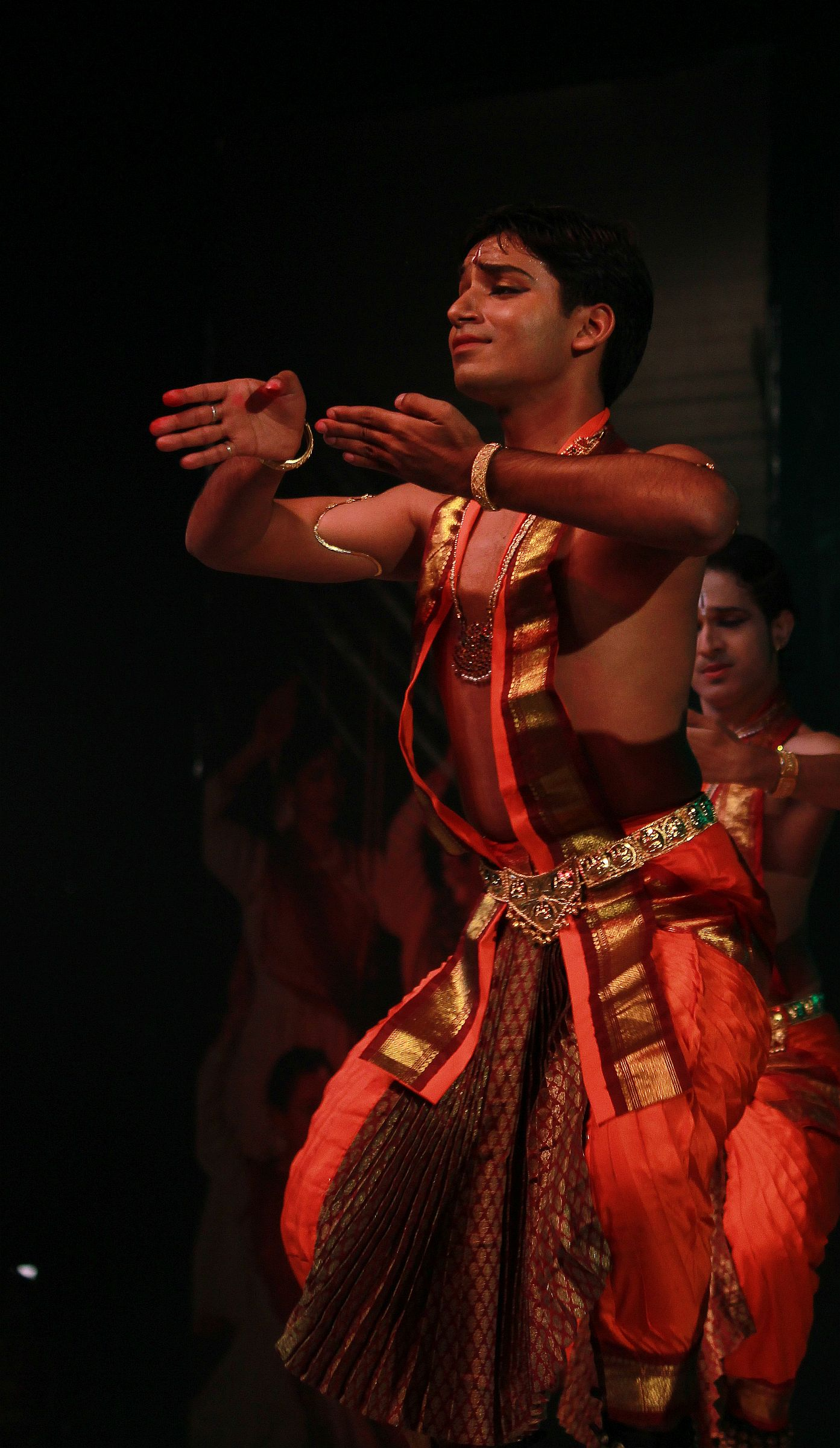
Un disciple de la guru Saroja Vaidyanathan donne une performance de bharata natyam, une danse dépeinte dans la BD Puu.

Le design des personnages de Puu s'inspire de la série d'animation américaine Steven Universe. La bande dessinée contient aussi des références culturelles à des figures comme le poète pendjabi Shah Hussain (en), qui serait tombé amoureux d'un brahmane à l'époque du règne d'Akbar. D'autres exemple sont la référence à Thulukkah Nachiyar (ta), une femme musulmane qui aurait eu une relation privilégiée avec la divinité hindoue Ranganatha, l'enchâssement du bhajan Sanson Ki Mala Pe (en) dans une des scènes, ou encore l'utilisation de la métaphore de la Fana comme un papillon de nuit attiré et consommé par une flamme.

## Thèmes
Cette œuvre vise à donner un exemple de masculinité où les hommes ont le droit d'avoir des émotions et d'être tendres. Elle tente aussi d'explorer la spiritualité d'un point de vue queer et inter-foi. Dans un des chapitres, les deux personnages principaux fusionnent pour devenir une divinité vengeresse qui accable le maulana homophobe de Saboor. Au final, même lui est inspiré par l'amour de Saboor et Jameel.
Au début, l'auteur Nabi avait l'intention de faire mourir Saboor dans l'histoire, puis il a choisi de changer son idée initiale, dans l'idée de ne pas reproduire le cliché du « bury your gays ». Selon l'essayiste et vidéaste Henry Kathman, ce choix narratif de présenter une fin heureuse va à contre-courant de la plupart des œuvres qui représentent des gens LGBT+. Il ajoute que Puu est exceptionnel par son traitement de l'intersectionnalité, car la BD montre des personnages peu représentés de manière nuancée. Dans une entrevue, l'auteur rapporte lui-même que son intention est de défaire les stéréotypes et de refléter la diversité du monde.